# Labastide-Clermont
Labastide-Clermont is een gemeente in het Franse departement Haute-Garonne (regio Occitanie) en telt 593 inwoners (2005). De plaats maakt deel uit van het arrondissement Muret.

## Geschiedenis
Voorheen was de benaming Labastide-des-Feuillants, naar de abdij van Feuillant die hier was gelegen. Ze was het moederhuis voor de Congregatie van Onze-Lieve-Vrouw van Feuillant, die in 1587 werd opgericht door Jean de La Barrière. Van de abdij rest weinig meer dan een bakstenen poortvleugel.

## Geografie
De oppervlakte van Labastide-Clermont bedraagt 14,5 km², de bevolkingsdichtheid is 40,9 inwoners per km².
De onderstaande kaart toont de ligging van Labastide-Clermont met de belangrijkste infrastructuur en aangrenzende gemeenten.

## Demografie
Onderstaande figuur toont het verloop van het inwonertal (bron: INSEE-tellingen).